# 帕拉摩爾樂團
帕拉摩爾（英語：Paramore）是美國搖滾樂隊，2004年在美國田納西州的富蘭克林發跡，由主唱海莉·威廉斯、吉他手泰勒·約克和鼓手札克·法羅構成。威廉斯和法羅是樂隊的創始成員，約克是原組合的高中朋友，在2007年加入樂隊。威廉斯在樂團成立前就已簽約大西洋唱片，樂團成立後，其他成員與大西洋唱片子公司拉麵工坊簽約。威廉斯是唯一一位參與所有帕拉摩爾錄音室專輯的成員。
樂團於2005年發行了首張錄音室專輯《All We Know Is Falling》。該專輯於2009年在英國搖滾榜上排名第4，在2006年獲《告示牌》最佳熱門發現榜第30名。樂團第二張錄音室專輯《Riot!》於2007年發行。該專輯在《Misery Business》、《Crushcrushcrush》和《That's What You Get》等熱門單曲影響下，銷售狀況良好，並獲美國唱片業協會白金唱片認證。2008年，樂團獲第50屆葛萊美獎最佳新人提名。樂團第三張錄音室專輯《Brand New Eyes》於2009年發行，是樂團史上銷量第二高的專輯，發行首週以17.5萬的銷量獲《告示牌》二百大專輯榜第2名。該專輯的單曲《The Only Exception》於愛爾蘭和英國取得白金唱片認證。
札克·法羅於2010年暫離樂團。樂團於2013年發行同名錄音室專輯，並藉此專輯登《告示牌》二百大專輯榜首。該專輯有《Still Into You》和《Ain't It Fun》等單曲，後者於2015年獲第57屆葛萊美獎「最佳搖滾歌曲」，為樂團成立以來第一座葛萊美獎。同年，貝斯手傑瑞米·戴維斯離開樂團，而札克·法羅於2017年重回樂團。樂團於2017年發行第五張錄音室專輯《笑容背後》，2023年發行第六張錄音室專輯《追根究柢》，並皆獲佳評。

## 歷史

### 發跡和《All We Know Is Falling》（2002–2005）
2002年，13歲（生於1988年12月27日）的海莉·妮可·威廉斯從她的家鄉密西西比州默裡迪恩搬到田納西州富蘭克林，在私立學校的時候遇到了同樣熱愛音樂的兩兄弟Josh Farro和Zac Farro，隨後低音吉他手Jeremy Davis、Hunter Lamb 加入。2004年，樂隊正式成立，Josh Farro（主吉他/伴唱）、Zac Farro（鼓手）、Jeremy Davis（低音吉他）和Hayley Williams（主唱），後來外加Hayley Williams的鄰居Jason Bynum（節奏吉他）。他們決定使用Paramore作為樂隊名字，源於法語「Paramour」（意為"祕密情人"）。

## 現今樂隊成員
- 海莉·威廉斯（Hayley Williams）－主唱
- 泰勒·約克（Taylor York）－節奏吉他/主結他
- 扎克·法羅   (Zac Farro)   －鼓手

## 現今巡迴演出成員
- Josh Freese – 鼓手(2011)
- Jon Howard – 節奏吉他/ 鍵盤 /伴唱(2010–現在)
- Justin York – 節奏吉他/主吉他/伴唱 (2010–現在)
- Jason Pierce – 鼓手(2011)

## 音樂作品

### 錄音室專輯
- 《All We Know Is Falling》（2005年）
- 《Riot!》（2007年）
- 《Brand New Eyes》（2009年）
- 《帕拉摩爾樂團》（2013年）
- 《笑容背後》（2017年）
- 《追根究柢》（2023年）

### 迷你專輯
- 《The Summer Tic EP》（2006年）
- 《Singles Club》（2011年）

### 演唱會專輯
- 《Live in the UK 2008》（2008年）
- 《The Final Riot!》（2008年）

## 外部連結
- Paramore （页面存档备份，存于）在Last.fm
- Paramore 官方網站 （页面存档备份，存于）（英語）
- Paramore 樂迷網站 （页面存档备份，存于）（英語）